# Charles Stuart-Wortley-Mackenzie
Charles James Stuart-Wortley-Mackenzie (3 juin 1802 - 22 mai 1844) est un homme politique britannique, deuxième fils de James Stuart-Wortley (1er baron Wharncliffe).

## Biographie
Il est observateur au siège français d'Anvers en 1832 et écrit un compte rendu de l'affaire.
Le 17 février 1831, il épouse Lady Emmeline Manners (décédée en 1855), fille de John Manners (5e duc de Rutland), dont il a trois enfants 
- Archibald Henry Plantagenet Stuart-Wortley-Mackenzie (26 juillet 1832 - 30 avril 1890), marié le 15 juin 1879, Lavinia Rebecca Gibbins (décédée en 1937).
- Adelbert William John Stuart-Wortley-Mackenzie (décédé en 1847) [2]
- Victoria Alexandrina Stuart-Wortley-Mackenzie (décédée le 29 mars 1912), mariée le 4 juillet 1863 Sir William Welby-Gregory, 4e baronnet

Il meurt en 1844 des conséquences d'un accident de chasse .